# Porteiras
Porteiras è un comune del Brasile nello Stato del Ceará, parte della mesoregione del Sul Cearense e della microregione di Cariri.